# Pteroglossus beauharnaisii
El arasarí crespo (Pteroglossus beauharnaisii) es una especie de tucán sudamericano cuya principal característica es el plumaje rizado de su cabeza. Se le encuentra en las selvas amazónicas de Perú, Brasil y Bolivia.

## Hábitat y área de distribución
El área de distribución del arasarí crespo se encuentra en el sudoeste de la cuenca del Amazonas, los ríos Amazonas al norte y el río Madeira conforman sus límites al norte y al este respectivamente. Al sur limita con el río Xingu. Aunque es un ave poco común su avistamiento es común en ciertas localizaciones como la reserva de Tambopata-Candamo en Perú, el parque nacional Noel Kempff en Bolivia y el Parque Estatal de Cristalino cerca de Alta Floresta en Brasil. 
Su hábitat natural son los bosques húmedos de las tierras bajas de la cuenca del Amazonas. Es primordialmente frutívoro, pero también puede alimentarse de polluelos de otras aves como el

## Características
El arasarí crespo es un tucán de mediano tamaño con un pico relativamente cordo y cola larga. Estos animales alcanzan un tamaño de unos 42 a 46 cm y pesan entre 164 y 280 gramos. El dimorfismo sexual es limitado, las hembras tienen un pico más corto que los machos. El lomo es de color rojo y el resto de la parte trasera es de color verde oscuro. El plumaje del pecho es amarillo y blanco con puntas negras brillantes. Debajo del pecho tiene una banda de color rojo. 
La característica más llamativa son las plumas de la parte superior de la cabeza que se encuentran rizadas. La piel alrededor de los ojos es azul y el iris rojo. Al contrario del resto de tucanes el pico superior es más oscurlo que el inferior. 